# Solange la Frange
Solange la Frange ist eine Schweizer Elektro-Punk-Band aus Vevey.

## Bandgeschichte
Das Trio, das seit 2006 zusammen spielt, machte das erste Mal beim Zürcher Musikfestival m4music auf sich aufmerksam, wo sie in der "Demotape Clinic" eine Auszeichnung in der Kategorie Rock bekamen. Die Band, die vor allem durch ihre Live-Auftritte von sich reden macht, veröffentlichte 2010 ihr Debütalbum, das den Bandnamen trägt und es im März in die Schweizer Hitparade schaffte.

## Mitglieder
- Julie Hugo, Sängerin
- Luca Manco, Gitarrist, Bassist
- Tristan Basso, Keyboarder

## Diskografie
Alben
- Solange la Frange (2010)
- MouVment (2014)